# Banco de Chile
Banco de Chile (с исп. — «Банк Чили») — второй крупнейший банк в Чили после Banco Santander-Chile. Основан 28 октября 1893 года в результате слияния Банка Вальпараисо (1855), Национального банка Чили (1865) и Сельскохозяйственного банка (1869).
Банк оказывает полный спектр финансовых услуг через национальную сеть из 237 отделений, 807 банкоматов и других электронных систем. Компания также представлена на международном уровне. Более 20 лет работает отделение банка в Нью-Йорке, также есть отделения в Майами, Сан-Паулу, Буэнос-Айресе, Мехико и Гонконге.

## Подразделения
- Banco Edwards
- Banco CrediChile
- BanChile Corredores de Bolsa
- BanChile Seguros
- Factoring .

## Критика
В 2009 году Banco de Chile был назван в числе 4 банков, против которых чилийское правительство подало в суд с обвинением в пособничестве бывшему диктатору Аугусто Пиночету в укрывательстве 26 миллионов долларов. Остальными банками были PNC Financial Services Group Inc., Banco Santander и Espirito Santo Bank.